# Éjszakai műszak (film, 1990)
Az Éjszakai műszak vagy Éjjeli műszak (eredeti cím: Graveyard Shift) 1990-ben bemutatott amerikai horrorfilm, melyet Ralph S. Singleton rendezett. A történet alapjául Stephen King azonos című novellája szolgált (mely magyarul a szintén Éjszakai műszak címet viselő kötetben jelent meg).

## Cselekmény
A film Maine állam egy csendes kisvárosában játszódik, a cselekmény nagy része pedig a helyi textilgyár körül játszódik. A történetben egy hatalmas méretű patkány- és denevérszerű teremtény szedi az áldozatait.
Egy fiatal vándormadár, John Hall (David Andrews) kerül Maine egyik kisvárosába. A helyi textilgyárban kezd el dolgozni, ahol a hőség miatt csak este tizenegytől reggel hétig dolgoznak. Mr. Warwick Foreman (Stephen Macht), a kegyetlen főnök, épp masszív tisztító-munkára toboroz embereket. Az öreg gyár alagsorát évtizedeken keresztül nem használták, és itt az évek során felgyülemlett szemét miatt rendkívüli mértékben elszaporodtak a patkányok. Habár a meló nagyon mocskos, az embereknek a magas fizetség miatt szüksége van a munkára. A főnök ugyanakkor tisztában van azzal is, hogy az alagsorban a patkányokon kívül van valami, ami még rémisztőbb és visszataszítóbb. Hall jobban megismerkedik az egyik lánnyal, Jane Wisconsky-val (Kelly Wolf), kettőjük között egy románc kezdődik. A takarítás közben Hall egy csapóajtót fedez fel a földön. A főnök utasítására mindannyian lemásznak az alsóbb szintre. Miközben a helyet vizsgálják, egyikük egy levágott kezet talál, majd ijedtségében megpróbál elmenekülni. A rozoga falépcsőzet azonban leszakad alatta, és a legalsó csatornába zuhan, ezután a szörnyeteg megöli. Warwick ezután Hall ellen fordul. Hall és Wisconsky eközben a temető kriptájának csatornáján keresztül próbálnak kimenekülni. A csapat több tagja eközben lassan megfogyatkozik. Miközben Hall és Wisconsky megtalálják a kiutat, feltűnik Foreman. Foreman és Hall dulakodni kezdenek, Foreman leüti őt, megöli lányt és visszamenekül a járatba. Hall miután magához tér követi, majd végignézi, ahogy a szörny megöli Foreman-t. Ezután a kijárat felé menekül. Feljut a gyár felső részébe, ahol a szörny megtámadja őt is, de végül az egyik gép segítségével sikerül elpusztítania a teremtényt. A lény húsának cafataiból a patkányok lakmároznak.
Zárókép: A gyár továbbra is működik, egy táblán láthatjuk, hogy továbbra is munkásokat keresnek, de már új vezetőség alatt.

## Szereplők
| Színész           | Szerep                 | Magyar hang      |
| ----------------- | ---------------------- | ---------------- |
| David Andrews     | John Hall              | Laklóth Aladár   |
| Kelly Wolf        | Jane Wisconsky         | Dudás Eszter     |
| Stephen Macht     | Warwick                | Barbinek Péter   |
| Andrew Divoff     | Danson                 | Németh Gábor     |
| Vic Polizos       | Brogan                 | Szűcs Sándor     |
| Brad Dourif       | Tucker Cleveland       | Háda János       |
| Robert Alan Beuth | Ippeston               | Csuja Imre       |
| Ilona Margolis    | Nordello               | Tallós Rita      |
| Jimmy Woodard     | Charlie Carmichael     | Galbenisz Tomasz |
| Jonathan Emerson  | Jason Reed             | Sztarenki Pál    |
| Minor Rootes      | Stevenson              | Uri István       |
| Kelly L. Goodman  | Warwick titkárnője     | Braun Rita       |
| Susan Lowden      | Daisy May              | Oláh Orsolya     |
| Joe Perham        | ellenőr                | Palóczy Frigyes  |
| Dana Packard      | munkás                 |                  |
| Frank Welker      | óriás denevér (hangja) | N/A              |

## Díjak, jelölések
- Fantasporto (1991)
  - jelölés: nemzetközi Fantasy film díj (legjobb film) – Ralph S. Singleton